# Прейер, Готфрид фон
Готфрид Прейер (нем. Gottfried Preyer, с 1894 года фон Прейер; 15 марта 1807, Хаусбрунн — 9 мая 1901, Вена) — австрийский композитор, органист и музыкальный педагог.

## Биография
Родился в семье Иоганна Прейера (1773—1850), школьного учителя и регента церковного хора. С детства учился пению, игре на скрипке, фортепиано, органе, духовых инструментах; в семилетнем возрасте уже концертировал как скрипач, с десяти лет выступал на церковных праздниках как органист. Сдав школьный экзамен в Корнойбурге, в 1823 году перебрался в Вену, где зарабатывал частными уроками и слушал отдельные курсы в Венском университете. В 1828—1834 гг. учился в Венской консерватории, изучая композицию и контрапункт под руководством Симона Зехтера. В 1835—1846 гг. органист венской протестантской общины. В 1839 году занял в консерватории должность профессора гармонии и композиции, с 1840 года руководил также студенческим оркестром, в 1844—1849 гг. директор консерватории; внёс решающий вклад в спасение консерватории во время финансового кризиса 1848—1849 гг., вплоть до бесплатных занятий со студентами. Среди многочисленных учеников Прейера Эдуард Штраус, Юлиус Эггхард (старший), Август Кюндингер, Эдмунд Зингер, Карл Майрбергер и другие. Одновременно в 1844—1876 гг. вице-капельмейстер Придворной капеллы, в 1846—1862 гг. придворный органист, с 1853 года и до конца жизни капельмейстер Собора Святого Стефана.
Кавалер папского Ордена Святого Сильвестра, греческого Ордена Спасителя и ряда других наград, почётный член многих музыкальных обществ. В 1894 году возведён в дворянское достоинство.
Помимо занятий музыкой Прейер был известным коллекционером живописи — от старых мастеров (Гольбейн, Рембрандт, Рубенс) до современных ему французских художников. После его смерти коллекция была продана, и вырученная сумма в два миллиона золотых крон была, по завещанию Прейера, употреблена на постройку в Вене детской больницы. Детская больница Готфрида фон Прейера (нем. Gottfried von Preyer’sches Kinderspital) открылась в Вене в 1915 году и просуществовала до 2016 года.
В 1912 году именем Прейера была названа улица в Вене (нем. Preyergasse).

## Творчество
Прейеру принадлежит более 600 музыкальных произведений, многие из которых остались неопубликованными. В их числе значительное количество церковной музыки, включая ораторию «Ной» (1842), 4 реквиема и 5 Te Deum, один из которых, до мажор, был написан для празднеств в честь коронации императора Франца Иосифа венгерской короной в 1867 году. Особенно высокую оценку современников получили переработанные Прейером «Гимны грекокатолической церкви» (нем. Hymnen der griechisch-katholischen Kirche; 1847). Кроме того, Прейер написал оперы «Валладмор» (нем. Walladmor; 1838, либретто Эмануэля Штраубе), «Пещера палача» (нем. Freimannshöhle, либретто Иоганна Габриэля Зайдля) и «Амарант» (нем. Amaranth, либретто Отто Прехтлера), две симфонии, ряд струнных квартетов, множество песен.